# Нова квир кинематографија
Нова квир кинематографија је термин који је први сковао академик Б. Руби Рич у часопису Sight & Sound 1992. да би дефинисао и описао покрет у независном стварању филмова са квир тематиком раних 1990-их.
Покрет је познат и као Квир нови талас.

## Дефиниција
Термин се развио из употребе речи квир у академском писању 1980-их и 1990-их као инклузивног начина описа геј, лезбејских, бисексуалних и трансродних идентитета и искуства, као и дефинисања облика сексуалности који је био флуидан и субверзиван у односу на традиционална схватања сексуалност.
Главни филмски студио који је расправљао о овим питањима је прикладно назван New Line Cinema са својом дивизијом Fine Line Features. Од 1992. године, овај феномен су описали и разни други академици и коришћен је за описивање неколико других филмова објављених од 1990-их. Филмови покрета обично деле одређене теме, као што су одбацивање хетеронормативности и животи ЛГБТ+ протагониста који живе на рубу друштва.

## У 21. веку
Почевши од 2010-их, велики број ЛГБТ+ филмских стваралаца, укључујући Роуз Троче и Тревиса Метјуза, идентификовали су новији тренд у ЛГБТ+ филмском стварању, у коме се утицај нове квир кинематографије развијао ка универзалнијој привлачности публике.
Рич, зачетник фразе нове квир кинематографије, идентификовао је појаву мејнстрим филмова са ЛГБТ тематиком касних 2000-их, као што су Планина Броукбек, Милк и Деца су океј, као кључни моменат у еволуцији жанра.
И Троче и Метјуз издвојили су Потрес мозга Стејси Пасон из 2013., филм о брачној невери у којем је лезбејство централних ликова релативно мањи аспект приче, а примарна тема је како дугорочна веза може постати проблематична и неиспуњена без обзира на родну конфигурацију, као истакнути пример тренда. Француски филм Плава је најтоплија боја, који је освојио Златну палму на Филмском фестивалу у Кану 2013. године, такође је издвојен као запажен пример.

## Утицајни филмови квир кинематографије
- Планина Броукбек
- Милк
- Плава је најтоплија боја
- Париз гори
- Дечаци не плачу
- 20 центиметара